# Gewone spurrie
De gewone spurrie (Spergula arvensis) is een eenjarige plant uit de anjerfamilie (Caryophyllaceae), die van nature voorkomt in Europa. Het is een bleekgroene plant van 5-70 cm hoog die op droge zandgrond groeit. De plant is enigszins kleverig door de klierharen en heeft vertakte stengels waaraan de blaadjes schijnbaar in kransen zijn geplaatst.
De gewone spurrie komt in het wild voor, maar werd vroeger ook veel verbouwd op arme zandgrond voor veevoer. Rond 1900 werd er in Nederland 3600 ha als stoppelgewas verbouwd, vaak na rogge. Voor groenbemesting is er ook reuzenspurrie (Spergula maxima of Spergula arvensis subsp. arvensis var. maxima), die grovere stengels heeft. Spurrie kan gezaaid worden van eind juli tot eind augustus, maar reuzenspurrie tot half augustus.
Spurrie wordt ook gebruikt bij het zaaien van gras. Wanneer er op een winderige plaats gezaaid moet worden, of wanneer de grond gaat stuiven kan het graszaad vermengd worden met spurriezaad, 100 g per are. Omdat spurrie heel snel kiemt, houdt het verstuiven tegen en geeft langzaam groeiende grassen beschutting. Na enige keren maaien is de spurrie verdwenen.

## Blad
Het blad is 1-3 cm lang en is lijnvormig met een lengtegroef aan de onderzijde. Er zijn vliezige steunblaadjes.

## Bloem
De gewone spurrie heeft een witte bloem met een diameter van 4-7 mm. Er zijn vijf kroonblaadjes, die iets langer zijn dan de kelkblaadjes en meestal tien meeldraden.
De plant bloeit in vertakte bijschermen van juni tot september.

## Vrucht
De plant draagt een doosvrucht van 5 mm lang. De sterk gewelfde zaadjes zijn bruin-zwart van kleur en hebben een zeer smalle vleugelrand. Duizend zaden wegen 1-2 gram.